# Рижская Александровская гимназия
Александровская гимназия — одна из старейших и самая крупная русская гимназия в Риге, действовавшая в период с 1868 по 1915 годы и насчитывавшая к началу Первой мировой войны 690 учащихся. Принимала на обучение детей разных национальностей и обеспечивала их обучение латышскому языку.

## История

### Необходимость гимназического обучения на русском языке
К середине XIX века в Прибалтике существовало несколько гимназий: две в Риге (губернская классическая и городская реальная), а также Митавская, Ревельская, Либавская. В них безраздельно господствовал не государственный (русский) язык, а немецкий. В связи с этим остро ощущался недостаток таких учебных заведений, где молодые люди могли бы изучать все предметы полного гимназического курса на русском языке и после этого поступать в высшие учебные заведения центральной России. И правительство в начале 1860-х годов озаботилось созданием в крае русских гимназий с преподаванием местных языков. Получив от генерал-губернатора Прибалтики графа П. А. Шувалова соответствующий проект, министерство народного просвещения в 1865 году командировало в Дерптский учебный округ для изучения вопроса тайного советника Могилянского. Его отчёт подтвердил неудовлетворительное положение русского языка в гимназиях края, однако по главному вопросу — о создании русских гимназий — М. М. Могилянский высказался отрицательно, выразив сомнение в достижении тех результатов, которые при этом ожидаются и поддержав позицию министра просвещения А. В. Головнина, что меры, уже принятые для усиления позиций русского языка в крае, «увенчались несомненным успехом». Тем не менее, Комитет министров поддержал Шувалова и 1 июня 1867 года император разрешил открыть в Риге русскую гимназию «с присвоением оной, для отличия от двух других существующих в Риге гимназий, наименования „Александровской“». К этому времени генерал-губернатором в крае был П. П. Альбединский, который поддержал мнение Шувалова, что в новой гимназии необходимо было бы допустить некоторые отступления от действовавшего устава гимназий 1864 года.  

### Изучение местных языков и просвещение латышей и эстов
Поскольку с самого начала предполагалось, что в гимназии будут учиться дети разных национальностей, и что надо «давать возможность юношеству не русского происхождения вместе с общим образованием приобретать полное знание русского языка», было увеличено число уроков русского языка в 1-м классе; для нерусских детей было исключено преподавание церковно-славянского языка, одновременно усилив преподавание немецкого  языка. Учитывая, что Рига — торговый город, в качестве необязательного предмета вводился английский язык. Кроме того, Шувалов считал важным, чтобы вне программы изучались языки коренных народов края: латышский — в Рижской и эстонский — в Ревельской гимназиях, поскольку «русские гимназии, возделывая научно местные языки, не только не будут отрывать ищущих образования латышей и эстов от их народного корня и от интересов их родичей, как это делается в местных немецких учебных заведениях, а, напротив, дадут детям  латышей и эстов средство сохранить и укрепить живую и плодотворную связь с родными племенами, между которыми они будут в свою очередь проводниками просвещения и распространителями знания русского языка». Для привлечения в русские гимназии преподавателей русского языка и словесности был увеличен их оклад; а лютеранские законоучители были приравнены по жалованью и правам службы с православными законоучителями. 

### Первый набор
Попечитель округа А. А. Кейзерлинг 3 октября 1867 года объявил через местные газеты об открытии новой гимназии, для который был нанят трёхэтажный дом купца Шухардта в лучшей части города, на углу бульваров Наследника и Александровского. К декабрю 1867 года желающих поступить в гимназию оказалось 141 человек, из них «90 православных, 33 лютеранина, 10 католиков и 4 старообрядца». Для окончательного устройства гимназии в Ригу был командирован 23 декабря директор училищ Новгородской губернии Н. П. Гамбурцов, который был назначен её директором. 
Открытие гимназии состоялось 10 (22) января 1868 года; преподавание началось 30 января и первый учебный год длился полтора года. Первоначально были сформированы пять классов: приготовительный и четыре низших; высшие классы открывались в течение следующих трёх лет. Из 179 экзаменовавшихся было принято 128 человек: 25 — в приготовительный класс, 40 — в 1-й, 38 — во 2-й, 17 — в 3-й и 8 — в 4-й класс.

## Состав учеников гимназии
В первое десятилетие существования гимназии в гимназию поступали учиться, в основном, дети русских рижан. В следующем десятилетии заметным стал прирост учащихся польского происхождения из западных губерний, а также евреев, число которых в 1883 году составило 120 человек (почти четверть всех учащихся).
| Состояло к 1 января | Общее число учащихся | Дворян и чиновников | Духовного звания | Городского сословия | Выпускники                                                        |
| ------------------- | -------------------- | ------------------- | ---------------- | ------------------- | ----------------------------------------------------------------- |
| 1869                | 144                  | 62                  | 3                | 71                  | —                                                                 |
| 1870                | 193                  | 79                  | 9                | 90                  | —                                                                 |
| 1871                | 207                  | 86                  | 15               | 93                  | —                                                                 |
| 1872                | 211                  | 82                  | 21               | 92                  | 1-й выпуск гимназии: Александр Штанге                             |
| 1873                | 205                  | 78                  | 26               | 93                  |                                                                   |
| 1874                | 206                  | 80                  | 28               | 90                  |                                                                   |
| 1875                | 233                  | 94                  | 32               | 98                  | Николай Эше                                                       |
| 1876                | 259                  | 115                 | 37               | 97                  |                                                                   |
| 1877                | 292                  | 130                 | 41               | 113                 |                                                                   |
| 1878                | 307                  | 135                 | 40               | 118                 |                                                                   |
| 1879                | 313                  | 149                 | 32               | 118                 | Павел Окнов                                                       |
| 1880                | 337                  | 155                 | 35               | 133                 | Иероним Друцкий-Любецкий, Бронислав Эпимах-Шипило, Леонид Окнов   |
| 1881                | 376                  | 175                 | 36               | 151                 |                                                                   |
| 1882                | 447                  | 199                 | 37               | 190                 | Илья Васильков, Всеволод Чешихин                                  |
| 1883                | 498                  | 213                 | 35               | 226                 | Иван Юпатов, Мордух Розовский                                     |
| 1884                | 488                  | 208                 | 30               | 220                 | Василий Чешихин, Константин Занцевич                              |
| 1885                | 446                  | 196                 | 26               | 192                 |                                                                   |
| 1886                | 476                  | 214                 | 22               | 206                 | Станислав Братанович                                              |
| 1887                | 480                  | 204                 | 20               | 216                 | Илья Абельман, Евгений Ветнек, Карл Заборский, Владимир Страхович |
| 1888                | 415                  | 184                 | 18               | 171                 |                                                                   |
| 1889                | 403                  | 178                 | 15               | 174                 | Исаак Альтшуллер                                                  |
| 1890                | 421                  | 195                 | 12               | 178                 | Иван Фомин                                                        |
| 1891                | 437                  | 200                 | 12               | 178                 |                                                                   |
| 1892                | 443                  | 224                 | 9                | 170                 | Андрей Роде                                                       |

К началу Первой мировой войны Александровская гимназия была самой крупной в Риге: в ней училось 690 человек.  
Среди знаменитых выпускников гимназии также значатся: Август Кирхенштейн (1893), Ян Фабрициус (1894), Сергей Томилин (1895), Эрнест Фелсберг (1897), Эдуард Пульпе (1906), Феликс Циеленс (1906), Сергей Юзепчук (1911), Владимир Шервинский (1912), Сергей Сверженский (золотая медаль, 1913), Александр Тальковский (1913), Гуго Скулме (1913), Паулс Страдыньш (золотая медаль, 1914), Александр Чак (1914). 

## Программа обучения
Обязательными предметами в гимназии были: закон Божий, русский язык, латынь, математика, французский и немецкий языки, история, география, естественная история, физика, космография, чистописание, рисование и черчение.  Уроки длились по 90 минут. Оценки выставлялись не в конце семестра, как в немецких гимназиях, а в классный журнал регулярно. Если учащийся получал две неудовлетворительных оценки подряд, ему назначался дополнительный урок под надзором учителя.
Между уроками были перемены: вначале по 15-20 минут, потом по 5-8 минут,  с 12.00  учащиеся обедали. 

## Персоналии

### Директора
- 01.01.1868—1885: Николай Павлович Гамбурцов
- 1885—1886: Григорий Андреевич Янчевецкий — инспектор гимназии; с 01.07.1885 исполнял обязанности директора; 01.07.1886 был назначен директором Ревельской губернской гимназии
- 01.07.1886—1902: Егор Васильевич Белявский
- 1902—1903: Пётр Дмитриевич Погодин
- 03.10.1903—1907: Николай Васильевич Финоков
- 01.10.1907 — после 1913: Порфирий Иванович Бояринов

### Преподаватели
- 1868—1872 Щелкунов, Алексей Фёдорович[6] — Закон Божий;
- 1872—1879 Бельский, Владимир Николаевич — Закон Божий;
- 1879—1895 Королёв, Сергей Матвеевич[7] — Закон Божий;
- 1868—1891 Гугенбергер, Эмиль — лютеранский закон Божий;
- 1868—1873 Мартынов, Адольф Карлович[8] — католический закон Божий;
- ?—1902 Гайлитис, Паулс — закон Божий на латышском языке;
- 1869—1881 Москвин, Виктор Павлович — русский язык и словесность;
- 1872—1872 Желтов, Иван Мокиевич — русский язык и словесность (сверхштатный преподаватель);
- 1881—1891? Тихомиров, Нил Иванович — русский и латинский языки;
- 1868—1869 Окуньков, Сергей Герасимович — латинский язык;
- 1870—1875 Нагуевский, Дарий Ильич — латинский язык;
- 1891—? Васильков, Илья Капитонович — древние языки;
- 1868—1876 Шихов, Василий Васильевич — математика и физика (также с 1872 — естественная история в VI классе);
- 1868—1900? Милевский, Орест Николаевич[9] — история и география;
- 1879—1896? Ашарин, Андрей Александрович — немецкий язык;
- 1871—? Безбардис, Каспар Каспарович — латышский язык;
- 1869—1881 Калистов, Василий Ефимович — рисование и черчение.

## Здание гимназии
Первоначально гимназия располагалась в доходном доме купца Шухардта. В 1869 году генерал-губернатор П. П. Альбединский ходатайствовал о выделении 117 тысяч рублей на постройку для гимназии собственного здания. Архитектором Янисом Бауманисом уже в начале 1870 года был представлен проект здания, в характерном для мастера стиле неоклассицизма. Согласование проекта и поиск подрядчика затянулись почти на четыре года: только в ноябре 1873 года состоялась закладка; но уже спустя год здание было готово без отделки, а в конце 1875 года гимназия переехала в новое здание между улицей Паулуччи и бульваром Наследника, с главным фасадом на улицу Суворова. Торжественное освящение здания гимназии состоялось 17 апреля 1876 года.
Домовая церковь во имя святого благоверного великого князя Александра Невского была освящена в здании Александровской гимназии Высокопреосвященнейшим Арсением, архиепископом Рижским и Митавским, 13 марта 1894 года. На её устройство, с разрешения министра народного просвещения, из специальных средств гимназии было употреблено 4500 рублей, сверх того, по ходатайству Министра юстиции Н. А. Манасеина, из Св. Синода было безвозмездно отпущено немалое количество утвари, облачений и богослужебных книг. Церковь была устроена во втором этаже здания гимназии и составляла как бы продолжение прилегающего к ней актового гимназического зала, причём алтарь отделялся от зала во внебогослужебное время глухой задвижной перегородкой. Таким образом, Александровская гимназия стала первым из светских учреждений Риги и других городов Прибалтийского края, в котором была устроена православная церковь.
В настоящее время в здании размещается Латвийская музыкальная академия имени Язепа Витола.